# Medicina interna
La medicina interna es una especialidad médica que atiende integralmente los problemas de salud en pacientes adultos,  ingresados en un centro hospitalario o en consultas ambulatorias.

## Objetivos
- Guía al enfermo en su compleja trayectoria por el sistema sanitario hospitalario, dirigiendo y coordinando la actuación frente a su enfermedad y coordinando al resto de especialistas necesarios para obtener un diagnóstico y tratamiento adecuados.
- Los médicos internistas son los expertos a quienes recurren los médicos de atención primaria y el resto de especialistas para atender a enfermos complejos cuyo diagnóstico es difícil, que se encuentran afectados por varias enfermedades o que presentan síntomas en varios órganos, aparatos o sistemas del organismo.
- Dentro de la extensa formación de los internistas, existe la posibilidad de que algunos de ellos se "subespecialicen" en ciertos campos de la medicina, focalizándose únicamente en ellos, como el control de los factores de riesgo cardiovascular, enfermedades infecciosas y muy especialmente el VIH, la insuficiencia cardiaca congestiva, la enfermedad tromboembólica venosa y enfermedades autoinmunes, cuidados paliativos o unidades de pacientes crónicos complejos.
- Generalmente el médico internista requiere la atención de otros especialistas a la hora de la realización de pruebas diagnósticas, como a Radiología en caso de necesitar un TAC o una RM, al Digestivo para endoscopias, al cirujano para toma de biopsias, etc., de tal manera que de forma coordinada selecciona las pruebas que más convengan para lograr un diagnóstico certero del paciente.

## Historia
A finales del siglo XIX comenzó a desarrollarse la medicina hospitalaria, muy unida a las clínicas universitarias, y surgió una nueva orientación en la medicina general, más ligada a las ciencias básicas biomédicas y a la experimentación, que recibió el nombre de Medicina Interna. El internista ha sido considerado, desde entonces, el clínico por excelencia. Dentro de este campo quedaron excluidas las enfermedades quirúrgicas, las obstétricas y las pediátricas, que, asimismo, constituyeron otras especialidades. Éstas, junto con la Medicina Interna, han sido consideradas, desde esa época, como especialidades básicas. 
La denominación de Medicina Interna parece que tuvo su origen en Alemania, en 1880. En ese año, Strumpell escribió el primer tratado de Enfermedades Internas y, 2 años más tarde, en Wiesbaden, se celebró el I Congreso de Medicina Interna. Se quería indicar un campo de la práctica médica en el que los conceptos se basaban en el nuevo conocimiento que emergía en fisiología, bacteriología y patología, así como la exclusión de los métodos quirúrgicos en la terapéutica empleada. Este nuevo campo también llevaba la connotación de una formación académica y un entrenamiento. Además, estos médicos podían hacer de consultantes de otros especialistas. Es decir, la medicina interna sería como la medicina que trata enfermedades desde dentro, desde el interior del cuerpo, generalmente con medicamentos, en contraposición con la cirugía que trata las enfermedades desde fuera, con intervenciones quirúrgicas.
A partir de la segunda mitad del siglo XX surgen las especialidades médicas, ramas de la medicina interna. Se puede caer en el error, que perjudica seriamente al paciente, de que los especialistas no se responsabilicen de pacientes que caigan fuera del área de su particular competencia y cada vez ha sido más frecuente que a un mismo enfermo lo estén atendiendo múltiples especialistas, con los más diversos y, a veces, contradictorios enfoques.[cita requerida]

## Características
- La medicina interna es la especialidad de la medicina que se encarga de mantener la homeostasis del medio interno.
- Históricamente es una especialidad exclusivamente hospitalaria, aunque existen tendencias actuales en otras direcciones: consultas en centros periféricos de especialidades, "hospitalización domiciliaria" con equipos liderados por internistas, e integración en los equipos de Atención Primaria para colaborar como consultores.
- Un especialista en medicina interna o médico internista no es un médico interno: 
  - En España, los médicos internos residentes (MIR) son los médicos que, una vez superada una carrera teórica general en medicina y cirugía de seis años, deben superar el examen MIR y formarse durante 5 años para conseguir una especialidad de médico internista.
  - En México, el médico interno (también conocido como Médico Interno de Pregrado) es aquel que cursa el quinto o sexto año de la carrera de médico cirujano (que dependiendo la universidad tiene una duración de 6 o 7 años) y un médico residente es aquel que, después de haber terminado la carrera de médico cirujano, cursa una especialidad médica (tras haber aprobado el respectivo Examen Nacional de Aspirantes a las Residencias Médicas). En el caso de la Medicina Interna, actualmente tiene una duración de 4 años, realizándose en el último año el servicio social con una duración de 3 a 4 meses, en alguna comunidad rural o ciudad del interior del país. Al término de su especialidad, se le da el diploma correspondiente a la especialidad de Medicina Interna. En el habla popular se le conoce como médico internista.

## Otras especialidades médicas
- Alergología
- Gastroenterología o Aparato digestivo
- Cardiología
- Endocrinología y nutrición
- Enfermedades infecciosas
- Geriatría
- Hematología
- Medicina intensiva
- Nefrología
- Neumología
- Neurología
- Oncología
- Oncología radioterápica
- Reumatología